# 埃爾通巴多爾
14°52′N 91°56′W / 14.867°N 91.933°W
埃爾通巴多爾（西班牙語：El Tumbador），是危地馬拉的城鎮，位於該國西南部，由聖馬科斯省負責管轄，面積84平方公里，海拔高度931米，2002年人口35,507，人口密度每平方公里422.7人。